# Gazy medyczne
Gazy medyczne – gazy, mieszaniny gazów oraz próżnia medyczna stosowane zarówno w procesie leczniczym, diagnostycznym oraz profilaktycznym jak i w urządzeniach medycznych.
Gazy medyczne zgodnie z normą PN EN ISO 7396-1 będące produktem leczniczym to tlen medyczny, podtlenek azotu, mieszanina tlenu z podtlenkiem azotu, tlenek azotu oraz syntetyczne powietrze medyczne natomiast gazy medyczne będące wyrobem medycznym to dwutlenek węgla i azot ciekły oraz gazy techniczne azot, argon, hel, powietrze sprężone oraz syntetyczne a także dwutlenek węgla techniczny.

## Produkty lecznicze
- tlen medyczny – podawany wziewnie w stężeniu od 21% do 100%, jest stosowany w większości postaci niedotlenienia, z wyjątkiem pacjentów, u których prężność dwutlenku węgla w krwi tętniczej przekracza 9,3 kPa (70 mmHg)[4][a],
- podtlenek azotu – stosowany jako lek pomocniczy w znieczuleniu ogólnym oraz jako lek pomocniczy uśmierzający ból w płytkim znieczulaniu bez utraty świadomości podczas krótkotrwałych, bolesnych zabiegów w ramach pomocy medycznej[5],
- mieszanina tlenu z podtlenkiem azotu – stosowana w leczeniu krótkotrwałego bólu o łagodnym lub umiarkowanym nasileniu, kiedy pożądany jest szybki początek i ustąpienie działania przeciwbólowego[6],
- tlenek azotu – stosowany w leczeniu okołooperacyjnego oraz pooperacyjnego nadciśnienia płucnego oraz u noworodków urodzonych po 34 tygodniu ciąży z hipoksemiczną niewydolnością oddechową oraz nadciśnieniem płucnym[7],
- syntetyczne powietrze medyczne – mieszanina tlenu i azotu stosowana w terapii wentylacyjnej, podczas znieczulenia oraz jako gaz nośny przy nebulizacji[8].

## Wyroby medyczne
- hel medyczny – stosowany jest jako składnik mieszaniny oddechowej z tlenem zmniejszający opory w drogach oddechowych w takich schorzeniach, jak niedrożność górnych dróg oddechowych, astma oskrzelowa, przewlekła obturacyjna choroba płuc (POChP), zapalenie oskrzelików oraz krupowe zapalenia krtani[b] wspomagająco w zapobieganiu niewydolności oddechowej a także jako gaz rozprowadzający oraz nośny przy nebulizacji[10][11],
- sprężone powietrze – stosowane jest jako składnik mieszaniny oddechowej w respiratorach. Sprężone powietrze może być produkowane bezpośrednio na miejscu natomiast w przypadku jego stosowania bezpośredniego musi zostać uzdatnione poprzez oczyszczenie, odolejenie, chłodzenie i osuszenie. Parametry jego czystości dla potrzeb medycznych zostały określone w Farmakopei Europejskiej[12],
- dwutlenek węgla medyczny – stosowany jest w postaci gazowej podczas zabiegów laparoskopwych jako gaz wypełniający naturalne jamy ciała celem poprawy widoczności, a w formie ciekłej w kriochirurgii i znieczulenia miejscowego skóry[10].

## Gazy techniczne
- sprężone powietrze – stosowane jest w napędzie urządzeń medycznych[13]. Parametry jego czystości dla potrzeb technicznych zostały określone w normie ISO 8573-1[12].
- azot – stosowany jest w stanie ciekłym do zamrażania krwi pępowinowej[14], szpiku kostnego, stosowany jako czynnik chłodniczny w kriokomorach, w rehabilitacji miejscowej oraz w kriochirurgii[10],
- hel – stosowany jest w stanie ciekłym do chłodzenia rezonansu magnetycznego[10],

## Próżnia medyczna
Pojęcie próżni w medycynie odnosi się do ciśnienia niższego niż ciśnienie atmosferyczne. Wymagane podciśnienie w systemach rurociągowych według normy PN-EN 737-3 powinno być na poziomie nie wyższym niż 60 kPa od ciśnienia bezwzględnego.
Próżnia medyczna stosowana jest do odsysania płynów ustrojowych z pola operacyjnego, drenażu ran, odsysania wydzieliny z dróg oddechowych, zawartości żołądka oraz śliny podczas zabiegów stomatologicznych. Wykorzystywana jest również w trakcie zabiegu liposukcji.

## Instalacja gazów medycznych
Dostarczanie gazów medycznych wewnątrz jednostki opieki medycznej może się odbywać zarówno przy użyciu systemu rurociągowego do gazów medycznych i próżni, jak przy użyciu butli z gazem używanych bezpośrednio na stanowisku pracy. Instalacja gazów medycznych zgodnie z przepisami polskiego prawa jest wyrobem medycznych jako taka podlega rygorystycznym przepisom na każdym etapie jej powstawania i eksploatacji (m.in. wymóg 3 źródeł zasilania).

## Eksperymentalne zastosowanie gazów medycznych
Gazy szlachetne 3He oraz 129Xe są badane w możliwości obrazowania płuc metodą rezonansu magnetycznego.